# Михаел Фердинанд фон Алтхан
Михаел Фердинанд фон Алтхан (на немски: Michael Ferdinand
Graf von Althann; * 1677, Виена; † 18 януари 1733, Бриг) е граф от австрийския благороднически род фон Алтхан, императорски фелдмаршал-лейтенант и командир на Бриг (Бжег).

## Живот
Той е третият син на императорския съветник и дипломат граф Михаел Венцел фон Алтхан (1630 – 1686) и съпругата му графиня Анна Мария Елизабет фон Аспремонт-Линден (1646 – 1723), дъщеря на граф Фердинанд фон Линден-Рекхайм (1611 – 1665) и графиня и ландграфиня Елизабет фон Фюрстенберг (1621 – 1662). Брат е на граф Михаел Венцел фон Алтхан (1668 – 1738), фрайхер фон Голдпург в Мурщетен, на Михаел Карл (1671 – 1687) и на кардинал Михаел Фридрих фон Алтхан (1680 – 1734), епископ на Вайтцен. Внук е на генерала и дипломата от 1608 г. граф Михаел Адолф фон Алтхан (1574 – 1636) и фрайин Елизабет фон Щотцинген († 1624).
Михаел Фердинанд се издига на генерал-лейтенант, фелдмаршал-лейтенант в императорската войска и на командир на Бриг в Силезия. Той умира на 56 години в Бриг на 18 януари 1733 г.

## Фамилия
Първи брак: на 30 януари 1699 г. в Бернартице, Моравия, с графиня Мария Елеонора Лазански з Букове (* 29 април 1678, Бернартице; † 23 март 1717, Прага, погребана в Страхов манастир, Прага), дъщеря на граф Карл Максимилиан Лазански з Букове и фрайин Анна Елизабет фон Спандко. Те имат седем деца:
- Михаел Венцел Рудолф фон Алтхан (* 13 май 1701, Прага; † 29 ноември 1766, Санкт Пьолтен), женен 1733 г. за графиня Мария Анна фон Лихтервелде (1708 – 1794)
- Мария Анна фон Алтхан (* 15 май 1700, Прага; † 15 юли 1737, Прага), омъжена I. на 3 ноември 1716 г. в Прага за граф Норберт фон Коловрат-Либщайнски (* 22 януари 1696; † 14 януари 1727), II. на 7 февруари 1735 г. за алтграф Леополд Антон фон Залм-Райфершайт (* 21 юли 1699; † 19 януари 1769)
- Михаел Карл фон Алтхан (* 29 май 1702, Виена; † 15 юли 1756), архиепископ на Бари (1728 – 1734)
- Михаел Фердинанд Йохан фон Алтхан (* 25 юни 1708, Прага; † 18 май 1779)
- Михаел Фридрих фон Алтхан (* 23 юли 1709, Прага; † млад)
- Анна Мария Вилхелмина фон Алтхан (* 7 септември 1703, Прага; † 6 декември 1754, Виена), омъжена I. на 25 август 1721 г. във Виена за 4. княз Филип Хиацинт фон Лобковиц (* 25 февруари 1680; † 21 декември 1734), II. на 14 август 1735 г. за първия си братовчед граф Гундакер фон Алтхан (* 15 май 1665, Цвентендорф ан дер Донау; † 28 декември 1747, Виена)
- Мария Амалия фон Алтхан (* сл. 24 март 1707, Прага; † 1738, Елчовиц), омъжена на 25 февруари 1727 г. за фрайхер Дамиан Йохан Филип фон и цу Зикинген (* 1665; † 1 юли 1730, Прага)

Втори брак: на 8 април 1720 г. с графиня Мария Йозефа Серении де Кис-Серени († 1779), дъщеря на граф Антал Амандус Серении де Кис-Серени († 1738) и графиня Мария Франциска Йозефа фон Валдщайн. Те имат един син:
- Михаел Аманд фон Алтхан (1722 – 1784)